# Ситран (Белуно)
Ситран (итал. Sitran) је насеље у Италији у округу Белуно, региону Венето.
Према процени из 2011. у насељу је живело 227 становника. Насеље се налази на надморској висини од 493 м.